# واتارو هوكوياما
واتارو هوكوياما (باليابانية: 鋒山 亘)، من مواليد 24 أغسطس 1974، هو ملحن وقائد أوركسترا وقائد فرقة موسيقية ياباني، يقيم في هوليوود، كاليفورنيا. غادر موطنه الأصلي اليابان في السادسة عشرة من عمره ليلتحق أكاديمية إنترلوشن للفنون في إنترلوشن، بولاية ميشيغان. ثم التحق بمعهد كليفلاند للموسيقى ومدرسة ثورنتون للموسيقى التابعة لجامعة جنوب كاليفورنيا. من أعماله الموسيقى الأصلية لأفلام مثل "بين كيك" و"أوتشا كابس فور كريسماس" و"وان، والعاب مثل "أفريكا" و"سول ساكريفايس" و "ريزدينت إيفل 5".